# 科爾努隆奇鄉
47°28′N 26°09′E / 47.467°N 26.150°E
科爾努隆奇鄉（羅馬尼亞語：Comuna Cornu Luncii, Suceava），是羅馬尼亞的鄉份，位於該國東北部，由蘇恰瓦縣負責管轄，面積84平方公里，海拔高度386米，2007年人口7,482，人口密度每平方公里89人。